# 天生不是寶貝
是一套2009年首映的美國劇情片，由李·丹尼尔斯執導，加布蕾·絲迪貝、莫妮克、寶拉·巴頓、瑪麗亞·凱莉及藍尼·克羅維茲等主演。
故事改編自薩法爾的同名小說，劇情描述一個身世悲慘的黑人女孩怎樣排除萬難，勇敢活下去。

## 劇情概要
一位住在美國哈林區的16歲黑人女生珍愛（Claireece “Precious” Jones，加布蕾·絲迪貝 飾），自3歲起便遭母親瑪莉（Mary，莫妮克 飾）的男友，即自己的生父卡爾（Carl）性侵害，母親瑪莉甚至放任此種亂倫的情形持續發生，而珍愛也因此生下了兩個孩子，其中一個孩子患有唐氏症。無工作整日在家的瑪莉，每天對珍愛施以精神上和身體上的虐待，但母親瑪莉為了得到社會救濟金，珍愛只能迫於母親的壓力而逆來順受，並且和母親向探視的社工扮演感情和睦的一對母女。
因家庭的不溫暖和學校同學的歧視，珍愛的學業成績並不理想，識字程度幾乎是零，並在學校對同學施以暴力；珍愛被學校退學後，聽從校長的建議改讀「選修學校」。在小班制的選修學校中，珍愛認識了關心學生及耐心的老師布魯瑞恩（Blu Rain，保娜柏頓 飾），珍愛第一次感受到了溫暖，不僅慢慢的識字，也漸漸拾起對人生的信心和希望。
其後，因社工韋斯女士（Mrs.Weiss，瑪麗亞·凱莉飾）的深談，發現了珍愛遭受母親暴力和父親的性侵事實，於是撤銷了珍愛母親的救濟金。珍愛在醫院誕下第二個孩子阿布杜爾（Abdul），以此機緣邂逅和愛上善良的護士助理約翰·麥克法登（John McFadden，藍尼·克羅維茲飾演），但在她出院返家後，情緒失控的母親和珍愛發生扭打。無家可歸的珍愛，在老師幫助下被安置在中途之家。在中途之家時，母親前來探視，提出了和珍愛重新一起生活的要求，同時，告知珍愛其生父卡爾過世了，死因是「愛滋病」。珍愛深受打擊，經過檢查後，報告顯示珍愛為愛滋病確診病例，阿布杜爾則未罹患愛滋病。
人生曲折的珍愛，回想起自己16年的人生經歷，忍不住在課堂上突然情緒崩潰爆發。大哭著抱怨自己悲慘的命運。稍後她從韋斯女士的辦公室竊取她的案件檔案，當她和同學論及檔案細節時，她開始對未來充滿希望。珍愛後來和帶著罹患唐氏症的女兒的瑪莉在韋斯女士的辦公室會談，當韋斯女士質問瑪莉和卡爾對珍愛長期施虐的詳情時，瑪莉淚流滿面地承認，她長期以來痛恨珍愛「讓他」虐待她來「搶走她的男人」，導致了卡爾的離去。珍愛表明自己看清了瑪莉的真面目，正式和瑪莉斷絕關係並帶著兩個孩子離去。瑪莉請求韋斯女士協助尋回她的孫兒女，但是韋斯女士默默地拒絕她的請求後便自行離去，僅留下心煩意亂的瑪莉。
故事尾聲，珍愛計劃完成普通教育發展證書以取得和高中文憑相同的學歷，然後上大學，她帶著兩個孩子走進城市，準備開始擁有更加光明的未來新生活。

## 演員
- 加布蕾·絲迪貝 飾 珍愛（Claireece "Precious" Jones）
- 莫妮克 飾 瑪莉（Mary Jones）
- 寶拉·巴頓 飾 Ms. Blu Rain
- 瑪麗亞·凱莉 飾 Ms. Weiss
- 藍尼·克羅維茲 飾 護士John McFadden
- 雪莉·謝波德（英语：Sherri Shepherd） 飾 Cornrows
- 妮拉·戈登（英语：Nealla Gordon） 飾 Sondra Lichtenstein太太
- 史蒂芬妮·安杜哈爾（英语：Stephanie Andujar） 飾 Rita Romero
- 切納·萊恩（英语：Chyna Layne） 飾 Rhonda Johnson
- 阿米納·羅賓遜（Amina Robinson） 飾 Jermaine Hicks
- 柔莎·羅克摩 飾 Jo Ann
- 安吉利·贊巴拉娜（Angelic Zambrana） 飾 Consuela
- 奎沙·包威爾（Quishay Powell） 飾 Mongo
- 葛莉絲·海托（英语：Grace Hightower） 飾 社工（Social Worker）
- 金佰利·羅素（英语：Kimberly Russell） 飾 Katherine
- 比爾·塞奇 飾 Wicher先生
- 薩法爾（英语：Sapphire (author)） 飾 托兒所女子（Day Care Woman）

## 評價

### 提名及得獎
在不同的電影大獎中獲提名多種獎項，包括金球獎及奧斯卡金像獎。
- 於第67屆金球獎中入圍最佳劇情片及最佳劇情片女主角等，更贏得最佳電影女配角。

- 於第82屆奧斯卡金像獎中入圍多個獎項，包括最佳影片獎、最佳導演獎及最佳女主角獎等，更贏得最佳女配角獎及最佳改編劇本獎。

## 外部連結
- 官方网站
- 互联网电影数据库（IMDb）上《天生不是寶貝》的资料（英文）
- AllMovie上《天生不是寶貝》的资料（英文）
- Box Office Mojo上《天生不是寶貝》的資料（英文）
- 爛番茄上《天生不是寶貝》的資料（英文）
- 圣丹斯电影节網站上的 《天生不是寶貝》